# 室町時代の人物一覧
室町時代の人物一覧（むろまちじだいのじんぶついちらん）

## 朝廷

### 天皇・皇族
- 後醍醐天皇
- 護良親王
- 後村上天皇（義良親王）
- 後円融天皇
- 長慶天皇
- 後円融天皇
- 後亀山天皇
- 後小松天皇
- 後花園天皇
- 後土御門天皇
- 後柏原天皇
- 懐良親王
- 伏見宮貞成親王
- 小倉宮

### 公家
- 二条良基
- 一条兼良
- 一条教房
- 烏丸資任
- 三条西実隆

## 幕府

### 室町将軍家の一族
- 足利直義
- 足利直冬
- 足利冬氏
- 足利義尊
- 足利満詮
- 足利義嗣
- 足利義視
- 足利政知
- 足利茶々丸
- 足利義維
- 足利義助
- 足利義在

### 鎌倉公方/古河公方
- 足利基氏
- 足利氏満
- 足利満兼
- 足利持氏
- 足利成氏
- 足利政氏
- 足利高基
- 足利晴氏
- 足利義氏

### 鎌倉公方/古河公方家の一族
- 足利満直 - 稲村公方
- 足利満隆
- 足利満貞 - 篠川公方
- 足利持仲
- 足利義久
- 足利義明
- 足利頼純
- 足利晴直
- 足利藤氏

### 鎌倉公方の重臣
一色氏
- 一色直兼
- 一色持家

上杉氏
- 上杉憲直

### 管領
斯波氏（武衛家）
- 斯波高経
- 斯波家兼
- 斯波家長
- 斯波義将
- 斯波持種
- 斯波義重
- 斯波義郷
- 斯波義健
- 斯波義敏
- 斯波義廉
- 斯波義達
- 斯波義統
- 斯波義銀

畠山氏（河内守護家）
- 畠山義深
- 畠山基国
- 畠山満家
- 畠山持国
- 畠山義就
- 畠山政長
- 畠山尚順
- 畠山稙長
- 畠山政国
- 畠山高政
- 畠山昭高
- 畠山貞政
- 畠山義統
- 畠山義総
- 畠山義続

細川氏（京兆家）
- 細川清氏
- 細川頼之
- 細川頼元
- 細川頼春
- 細川持之
- 細川勝元
- 細川成之
- 細川政元
- 細川常有
- 細川澄之
- 細川澄元
- 細川高国
- 細川氏綱
- 細川晴元
- 細川昭元
- 細川持隆
- 細川真之

### 四職
京極氏
- 京極高氏（佐々木道誉）
- 京極高秀
- 京極高詮
- 京極高光
- 京極持高
- 京極高数
- 京極持清

山名氏
- 山名時氏
- 山名氏清
- 山名師義
- 山名時義
- 山名氏重
- 山名宗全
- 山名政豊

一色氏
- 一色範氏
- 一色範光
- 一色詮範
- 一色満範
- 一色義貫
- 一色教親
- 一色時家
- 一色義道
- 一色義春

赤松氏
- 赤松則村（赤松円心）
- 赤松範資
- 赤松則祐
- 赤松義則
- 赤松満祐
- 赤松教康
- 赤松政則
- 赤松義村

### 関東管領
- 上杉憲顕
- 上杉能憲
- 上杉朝房
- 上杉憲春
- 上杉憲方
- 上杉憲孝
- 上杉朝宗
- 上杉憲定
- 上杉禅秀
- 上杉憲基
- 上杉憲実
- 上杉憲忠
- 上杉房顕
- 上杉顕定
- 上杉謙信 -

### 九州探題
- 一色範氏
- 一色直氏
- 斯波氏経
- 渋川義行
- 今川了俊
- 渋川満頼

### 奥州総大将
- 斯波家長
- 石塔義房

### 奥州管領
吉良氏
- 吉良貞家
- 吉良満家

畠山氏
- 畠山国氏
- 二本松国詮

斯波氏
- 斯波家兼

石塔氏
- 石塔義憲（自称）

### 奥州探題
大崎氏
- 大崎詮持
- 大崎満持
- 大崎持詮
- 大崎持兼
- 大崎教兼
- 大崎政兼
- 大崎義兼
- 大崎高兼
- 大崎義直

伊達氏
- 伊達成宗 - 『駿河伊達家文書』に記載有り
- 伊達晴宗
- 伊達政宗（自称）

### 羽州探題
最上氏

### 守護大名
今川氏
- 今川範氏
- 今川義忠
- 今川氏親

大内氏
- 大内弘世
- 大内義弘
- 大内盛見
- 大内弘茂
- 大内持世
- 大内教弘
- 大内政弘
- 大内義興

武田氏
- 武田信武
- 武田信成
- 武田信春
- 武田信満
- 武田信重
- 武田氏信
- 武田信繁
- 武田信賢
- 武田信広

六角氏
- 六角時信
- 六角氏頼
- 六角満高
- 六角満綱
- 六角持綱
- 六角時綱
- 六角久頼
- 六角政頼
- 六角政堯
- 六角高頼

河野氏
- 河野通春

## 宗教・文化人
- 蓮如
- 日親
- 尋尊
- 満済
- 機堂長応
- 春屋妙葩
- 夢窓疎石
- 絶海中津
- 義堂周信
- 瑞渓周鳳
- 虎関師錬
- 一山一寧
- 季瓊真蘂
- 吉田兼倶
- 一休宗純
- 宗祇
- 正徹
- 万里集九
- 古市澄胤
- 観阿弥
- 世阿弥
- 雪舟
- 明兆
- 如拙
- 周文
- フランシスコ・ザビエル
- 桂庵玄樹
- 南村梅軒
- 願阿弥
- 千利休

## その他
アイヌ
- コシャマイン

日野家
- 日野業子
- 日野栄子
- 日野勝光
- 日野有光
- 日野重子
- 日野富子

北畠家
- 北畠教具
- 北畠満雅

幕府要人
- 赤橋登子
- 今参局
- 仁木義長
- 伊勢貞親
- 伊勢貞宗
- 蜷川親当（智蘊）
- 蜷川親元

鎌倉府要人
- 上杉持朝
- 上杉定正
- 上杉朝良
- 結城直光
- 結城基光
- 結城氏朝

守護代・守護被官人
- 朝倉孝景
- 斎藤妙椿
- 浦上則宗

未分類
- 有馬持家
- 富樫政親
- 骨皮道賢
- 大舘持房
- 楠木正儀
- 楠葉西忍
- たまがき

## 戦国大名
- 津軽為信　南部氏の混乱に乗じた奥羽の姦雄。
- 南部晴政　南部氏最盛期を現出。三日月が丸くなるまで南部領といわれた版図。
- 南部信直
- 伊達稙宗　伊達氏中興の祖。縁組外交で奥羽の覇者に。
- 伊達輝宗　伊達政宗の父。
- 最上義光　奥羽の乱世の梟雄
- 蘆名盛氏　蘆名氏の最盛期を現出。
- 佐竹義重　異名「鬼義重」。常陸大名。
- 里見義堯　北条氏と連戦した房総の大名。
- 北条早雲　北条氏の開祖にして最初の戦国大名。高級官僚を辞して駿河に下向し伊豆相模を制圧。
- 北条氏綱　北条氏の二代目。南関東において旧支配勢力と鎬を削り、彼らに大きな打撃を与えた。
- 北条氏康　北条氏の三代目。公方管領連合軍を粉砕し、関東の王者として君臨した。通称「相模の獅子」
- 今川氏輝　氏親の長子で、義元の兄。今川家第7代目当主。
- 今川義元　駿遠三、三国の太守。桶狭間で討たれる。
- 武田信虎　残虐な振る舞いが多く、息子に国を追われた。
- 武田信玄　甲信駿の大名。通称「甲斐の虎」
- 小笠原長時　信濃守護、信玄に敗れる。
- 村上義清　信玄を撃ち破った信州の将。
- 長尾為景　守護の上杉氏を殺害し、越後を掌握。
- 松平清康　家臣に討たれた。家康の祖父。
- 織田信秀　清洲三奉行から戦国大名へとのし上がった中興の祖。
- 斎藤道三　油売り商人から美濃の国主に。
- 斎藤義龍　父、道三を殺した策略家。
- 朝倉義景　越前の名家。信長に滅ぼされた。
- 浅井亮政　郷士から北近江の覇者へ。
- 浅井長政　盟友信長を裏切り攻撃を仕掛けるが、小谷城で散った。
- 六角定頼　室町幕府の後見人。六角氏の最盛期を現出。
- 六角義賢　信長に近江を追われる。
- 木沢長政　巧みな謀略で大和を手中に。遊佐・三好に討たれる。
- 三好元長　幼主を補佐するもその幼主の謀略に屈す。
- 三好長慶　父の無念を晴らし近畿を制覇。
- 松永久秀　主君殺し・将軍殺し・東大寺大仏殿の戦いを行った。
- 遊佐長教　河内の戦国大名。三好長慶と提携し天下を左右した。
- 筒井順昭　北大和の戦国大名。
- 越智家栄　南大和の戦国大名。
- 波多野元清　丹波の豪族。細川高国政権を崩壊に追い込む。
- 柳本賢治　波多野元清の弟。細川高国政権を崩壊に追い込む。
- 浦上村宗　備前・播磨の戦国大名。
- 浦上宗景　宇喜多直家に裏切られた。
- 後藤勝基　宇喜多に敗れる。
- 宇喜多直家　備前の戦国大名。主、浦上氏を追い落とす。
- 尼子経久　戦国大名尼子氏の初代。版図を大きく広げた。
- 尼子晴久　毛利氏の謀略に敗れる。
- 毛利元就　謀略に長けた安芸の国人領主。中国地方制覇を果たす。
- 長宗我部元親　弱小豪族から四国の覇者へ。
- 大内政弘　応仁の乱西軍主力。乱を長期化させ戦国時代の火蓋を切った。
- 大内義興　足利義稙を奉じて上洛した戦国前期の天下人。日明貿易を独占する。
- 大内義隆　少弐・安芸武田を討ち、親大内派の大友宗麟を擁立。毛利元就・龍造寺隆信を従え7カ国を支配するも大寧寺の変で自害。
- 陶隆房　大寧寺の変を起こす。変は各地で守護代と抗争し劣勢の守護大名達を大いに落胆させた。
- 大友宗麟　キリシタン改宗が混乱を招いた九州最大の戦国大名。
- 大村純忠　キリシタン大名。長崎をイエズス会に授与した。
- 蒲池鑑盛　筑後十五城筆頭大名。義将として知られる。
- 龍造寺隆信　冷酷非道な「肥前の熊」。
- 相良義陽　敵将となった親友と戦い討ち死にした。
- 伊東義祐　島津氏と争うが敗北。その後は各地を流浪した。
- 島津貴久　父、忠良と共に島津家の発展に尽力した。
- 島津義久　豊臣、徳川から島津家を守りきった。